# Chris Kouakou
Chris Kouakou (15 dicembre 1999) è un calciatore ivoriano, centrocampista del Mafra.

## Carriera
Nato in Costa d'Avorio, è cresciuto calcisticamente nelle giovanili dei tunisini dello Sfaxien. Con quest'ultimi ha esordito in prima squadra il 15 aprile 2018, giocando l'incontro di campionato vinto per 3-0 contro il Ben Guerdane. Il 16 agosto 2020 realizza la sua prima rete nella massima divisione tunisina, siglando il gol della vittoria per 1-0 contro l'Avenir Soliman.
Il 3 luglio 2022 viene acquistato dai danesi del Midtjylland.

## Statistiche

### Presenze e reti nei club
Statistiche aggiornate al 3 luglio 2022.
| Stagione        | Squadra         | Campionato      | Campionato | Campionato | Coppe nazionali | Coppe nazionali | Coppe nazionali | Coppe continentali | Coppe continentali | Coppe continentali | Altre coppe | Altre coppe | Altre coppe | Totale | Totale |
| Stagione        | Squadra         | Comp            | Pres       | Reti       | Comp            | Pres            | Reti            | Comp               | Pres               | Reti               | Comp        | Pres        | Reti        | Pres   | Reti   |
| --------------- | --------------- | --------------- | ---------- | ---------- | --------------- | --------------- | --------------- | ------------------ | ------------------ | ------------------ | ----------- | ----------- | ----------- | ------ | ------ |
| 2017-2018       | Sfaxien         | CLP-1           | 2          | 0          | CT              | 1               | 0               |                    | -                  | -                  |             | -           | -           | 3      | 0      |
| 2018-2019       | Sfaxien         | CLP-1           | 10         | 0          | CT              | 0               | 0               | CCC                | 5                  | 0                  |             | -           | -           | 15     | 0      |
| 2019-2020       | Sfaxien         | CLP-1           | 17         | 1          | CT              | 0               | 0               | CCC                | 1                  | 0                  |             | -           | -           | 18     | 1      |
| 2020-2021       | Sfaxien         | CLP-1           | 10         | 0          | CT              | 3               | 0               | CCL+CCC            | 2+6                | 1+0                | ST          | 0           | 0           | 21     | 1      |
| 2021-2022       | Sfaxien         | CLP-1           | 4          | 0          | CT              | 0               | 0               | CCC                | 4                  | 1                  | ST          | 0           | 0           | 8      | 1      |
| Totale Sfaxien  | Totale Sfaxien  | Totale Sfaxien  | 43         | 1          |                 | 4               | 0               |                    | 18                 | 2                  |             | 0           | 0           | 65     | 3      |
| 2022-2023       | Midtjylland     | SL              | 0          | 0          | CD              | 0               | 0               | UCL                | 0                  | 0                  |             | -           | -           | 0      | 0      |
| Totale carriera | Totale carriera | Totale carriera | 43         | 1          |                 | 4               | 0               |                    | 18                 | 2                  |             | 0           | 0           | 65     | 3      |

## Palmarès

### Club

#### Competizioni nazionali
- Coupe de Tunisie: 1

Sfaxien: 2020-2021